# Lista de governadores das unidades federativas do Brasil (1987–1991)
Esta é uma lista dos governadores das 27 unidades federativas do Brasil durante o mandato 1987-1991.
Para efeito de informação foi considerada a extensão dos mandatos originalmente previstos em lei. No caso em tela eles se estenderam de 15 de março de 1987 a 15 de março de 1991. O governador do Distrito Federal era ainda nomeador pelo presidente da república.
| Bandeira | Unidade federativa  | Abreviação | Governador               | Partido | Mandato   | Notas                     |
| -------- | ------------------- | ---------- | ------------------------ | ------- | --------- | ------------------------- |
|          | Acre                | AC         | Flaviano Melo            | PMDB    | 1987-1991 | Eleito senador em 1990    |
|          | Alagoas             | AL         | Fernando Collor          | PMDB    | 1987-1991 | Eleito presidente em 1989 |
|          | Amazonas            | AM         | Amazonino Mendes         | PMDB    | 1987-1991 | Eleito senador em 1990    |
|          | Bahia               | BA         | Waldir Pires             | PMDB    | 1987-1991 | Renunciou em 1989         |
|          | Distrito Federal    | DF         | Joaquim Roriz            | PMDB    | 1987-1991 |                           |
|          | Ceará               | CE         | Tasso Jereissati         | PMDB    | 1987-1991 |                           |
|          | Espírito Santo      | ES         | Max Mauro                | PMDB    | 1987-1991 |                           |
|          | Goiás               | GO         | Henrique Santillo        | PMDB    | 1987-1991 |                           |
|          | Maranhão            | MA         | Epitácio Cafeteira       | PMDB    | 1987-1991 | Eleito senador em 1990    |
|          | Mato Grosso         | MT         | Carlos Bezerra           | PMDB    | 1987-1991 | Renunciou em 1990         |
|          | Mato Grosso do Sul  | MS         | Marcelo Miranda          | PMDB    | 1987-1991 |                           |
|          | Minas Gerais        | MG         | Newton Cardoso           | PMDB    | 1987-1991 |                           |
|          | Pará                | PA         | Hélio Gueiros            | PMDB    | 1987-1991 |                           |
|          | Paraíba             | PB         | Tarcísio Buriti          | PMDB    | 1987-1991 |                           |
|          | Paraná              | PR         | Álvaro Dias              | PMDB    | 1987-1991 |                           |
|          | Pernambuco          | PE         | Miguel Arraes            | PMDB    | 1987-1991 | Eleito deputado em 1990   |
|          | Piauí               | PI         | Alberto Silva            | PMDB    | 1987-1991 |                           |
|          | Rio de Janeiro      | RJ         | Moreira Franco           | PMDB    | 1987-1991 |                           |
|          | Rio Grande do Norte | RN         | Geraldo Melo             | PMDB    | 1987-1991 |                           |
|          | Rio Grande do Sul   | RS         | Pedro Simon              | PMDB    | 1987-1991 | Eleito senador em 1990    |
|          | Rondônia            | RO         | Jerônimo Santana         | PMDB    | 1987-1991 |                           |
|          | Santa Catarina      | SC         | Pedro Ivo                | PMDB    | 1987-1991 | Faleceu em 1990           |
|          | São Paulo           | SP         | Orestes Quércia          | PMDB    | 1987-1991 |                           |
|          | Sergipe             | SE         | Antônio Carlos Valadares | PFL     | 1987-1991 |                           |

As eleições de 1986 transcorreram sob o signo do Plano Cruzado a primeira das tratativas do governo José Sarney visando ao controle da inflação cujo índice atingiu no ano anterior a espantosa e até então marca recorde de 238%. Lançado em 28 de fevereiro o referido plano tratou de substituir a moeda de cruzeiro (Cr$) para cruzado (Cz$) onde uma unidade monetária da nova moeda equivaleriam a mil da antiga. Primeiro de cinco planos econômicos editados pelo Estado num intervalo de oito anos, o mesmo trazia em seu bojo idéias de austeridade monetária e equilíbrio fiscal. Bem sucedido durante a maior parte do ano, foi o principal fator para a vitória esmagadora do PMDB que elegeu vinte e dois dos vinte e três governadores de estado, 53% dos deputados federais e 77% dos senadores na renovação de dois terços das cadeiras.
Por determinação da nova constituição em 1988 houve o desmembramento do norte de Goiás para a criação do estado do Tocantins que naquele mesmo ano elegeu o deputado federal José Wilson Siqueira Campos (PDC) para o cargo de governador.
As eleições presidenciais de 1989 levaram à renúncia dois governadores: Waldir Pires abdicou de continuar no cargo para concorrer a vice-presidente na chapa de Ulysses Guimarães. Por sua vez Fernando Collor foi eleito presidente em segundo turno.
O governador de Santa Catarina faleceu no exercício do cargo sendo substituído por Casildo Maldaner.